# اعتراضات ۲۰۱۸ تونس
اعتراضات ۲۰۱۸ تونس در ژانویه ۲۰۱۸ در اعتراض به بیکاری و مشکلات اقتصادی در تونس آغاز شد. دولت قانون جدیدی را برای افزایش قیمت بنزین، اینترنت ، اجاره و … از اول ژانویه ۲۰۱۸ اجرایی کرد که در پی آن اعتراضات از ۹ ژانویه (۲۱ دیماه ۱۳۹۶) در شهرهای مختلف تونس آغاز شد.
همزمانی تقریبی اعتراضات اقتصادی تونس به اعتراضات اقتصادی ایران در دی ماه ۱۳۹۶ و واکنش متفاوت کشورهای غربی خصوصاً آمریکا به این رویداد و تمرکز بر روی وقایع ایران انتقاد رسانه‌ها را برانگیخت.